# SPACE
Spolek SPACE (Spolek Pracovníků v AstronautiCE) byl neoficiální (úřady neschválený a nikdy neregistrovaný) spolek fandů kosmonautiky, který vznikl v roce 1961. Jeho hlavním cílem bylo získávání a předávání si informací o kosmonautice, které byly tehdy velmi těžko dostupné.
Počet členů a jejich složení se časem měnilo, ale jádro tvořili Petr Lála, Pavel Koubský, Marcel Grün, Jiří Kroulík, Karel Pacner a především Antonín Vítek.